# Lucas Jakubczyk
Lucas Jakubczyk (Plauen, 28 aprile 1985) è un velocista tedesco.
Insieme ai connazionali Julian Reus, Tobias Unger e Alexander Kosenkow, detiene il record tedesco della staffetta 4×100 metri con il tempo di 38"02.
Con la staffetta veloce tedesca vanta tre medaglie europee: due d'argento (Helsinki 2012 e Zurigo 2014) e una di bronzo (Amsterdam 2016).

## Record nazionali

### Seniores
- Staffetta 4×100 metri: 38"02 ( Weinheim, 27 luglio 2012) (Julian Reus, Tobias Unger, Alexander Kosenkow, Lucas Jakubczyk)

## Palmarès
| Anno | Manifestazione  | Sede           | Evento      | Risultato  | Prestazione | Note                                     |
| ---- | --------------- | -------------- | ----------- | ---------- | ----------- | ---------------------------------------- |
| 2012 | Europei         | Helsinki       | 100 m piani | Semifinale | 10"32       |                                          |
| 2012 | Europei         | Helsinki       | 4×100 m     | Argento    | 38"44       | [ 1 ]                                    |
| 2012 | Giochi olimpici | Londra         | 4×100 m     | Batteria   | 38"37       | [ 1 ]                                    |
| 2013 | Mondiali        | Mosca          | 4×100 m     | 4º         | 38"04       | [ 2 ]                                    |
| 2014 | Mondiali indoor | Sopot          | 60 m piani  | Semifinale | 6"60        |                                          |
| 2014 | World Relays    | Nassau         | 4×100 m     | 7º         | 38"69       |                                          |
| 2014 | Europei         | Zurigo         | 100 m piani | 5º         | 10"25       |                                          |
| 2014 | Europei         | Zurigo         | 4×100 m     | Argento    | 38"09       | [ 3 ]                                    |
| 2015 | Europei indoor  | Praga          | 60 m piani  | 6º         | 6"62        |                                          |
| 2016 | Europei         | Amsterdam      | 100 m piani | Semifinale | 10"16       | Miglior prestazione personale stagionale |
| 2016 | Europei         | Amsterdam      | 4×100 m     | Bronzo     | 38"47       | [ 4 ]                                    |
| 2016 | Giochi olimpici | Rio de Janeiro | 100 m piani | Batteria   | 10"29       |                                          |
| 2016 | Giochi olimpici | Rio de Janeiro | 4x100 m     | Batteria   | 38"26       | [ 5 ]                                    |
| 2018 | Europei         | Berlino        | 100 m piani | Semifinale | 10"32       |                                          |
| 2018 | Europei         | Berlino        | 4x100 m     | Batteria   | dnf         |                                          |